# Bistum El Banco
Das Bistum El Banco (lat.: Dioecesis Bancoënsis, span.: Diócesis de El Banco) ist eine in Kolumbien gelegene römisch-katholische Diözese mit Sitz in El Banco.

## Geschichte

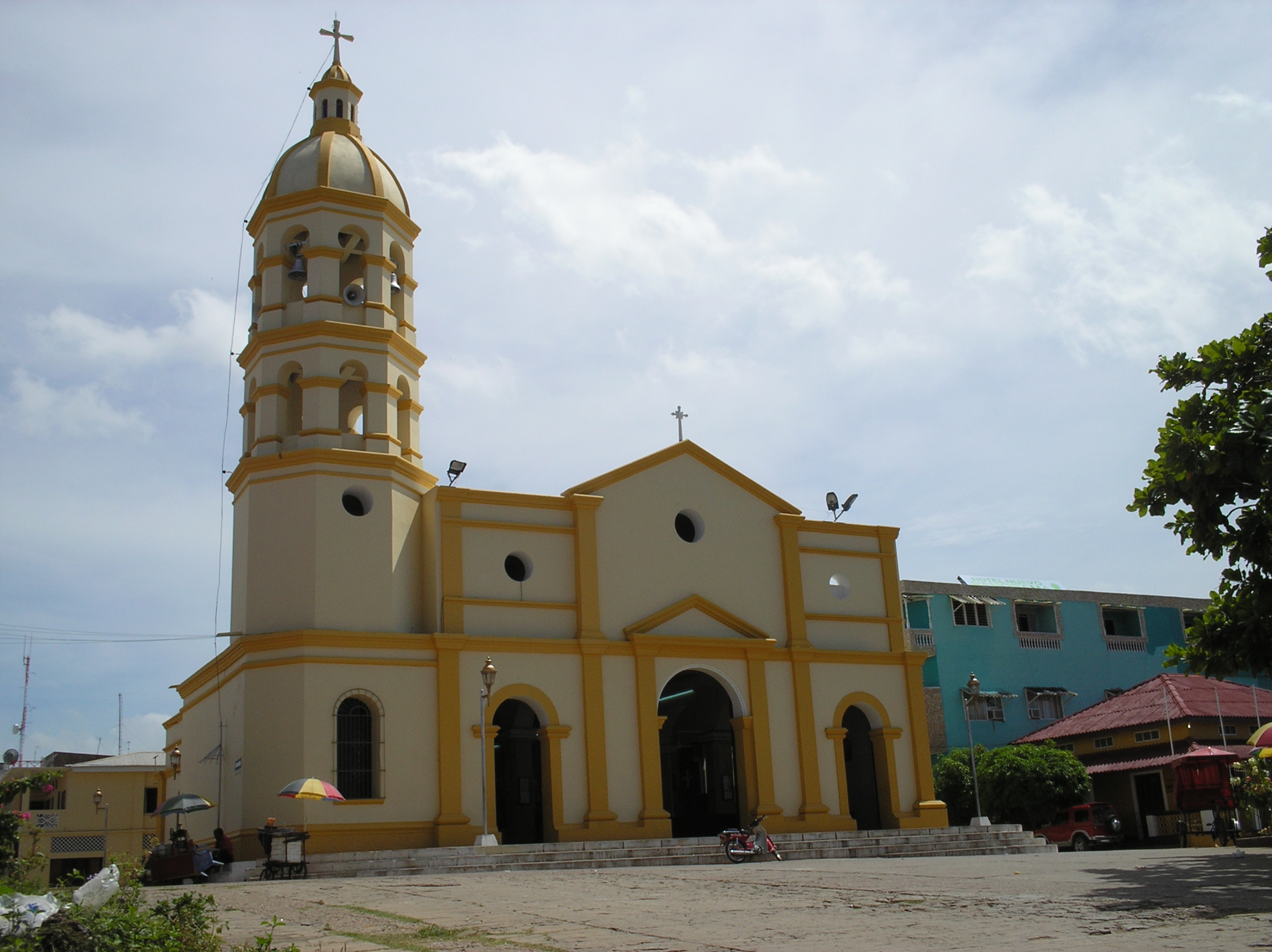
Kathedrale Nuestra Señora de La Candelaria in El Banco

Das Bistum El Banco wurde am 17. Januar 2006 durch Papst Benedikt XVI. mit der Apostolischen Konstitution Munus Nostrum aus Gebietsabtretungen der Bistümer Santa Marta und Valledupar errichtet und dem Erzbistum Barranquilla als Suffraganbistum unterstellt. Erster Bischof wurde Jaime Enrique Duque Correa MXY.

## Bischöfe
- Jaime Enrique Duque Correa MXY (2006–2013)
- Luis Gabriel Ramírez Díaz (2014–2021, dann Bischof von Ocaña)
- Dimas Antonio Acuña Jiménez (seit 2024)